# Opius commodus
Opius commodus är en stekelart som beskrevs av Charles Joseph Gahan 1915. Opius commodus ingår i släktet Opius och familjen bracksteklar. Inga underarter finns listade i Catalogue of Life.